# Bodziejowice (gromada)
Bodziejowice – dawna gromada, czyli najmniejsza jednostka podziału terytorialnego Polskiej Rzeczypospolitej Ludowej w latach 1954–1972.
Gromady, z gromadzkimi radami narodowymi (GRN) jako organami władzy najniższego stopnia na wsi, funkcjonowały od reformy reorganizującej administrację wiejską przeprowadzonej jesienią 1954 do momentu ich zniesienia z dniem 1 stycznia 1973, tym samym wypierając organizację gminną w latach 1954–1972.
Gromadę Bodziejowice z siedzibą GRN w Bodziejowicach utworzono – jako jedną z 8759 gromad na obszarze Polski – w powiecie włoszczowskim w woj. kieleckim, na mocy uchwały nr 13l/54 WRN w Kielcach z dnia 29 września 1954. W skład jednostki weszły obszary dotychczasowych gromad Biała Błotna, Bodziejowice, Sadowie, Wilków i Woźniki ze zniesionej gminy Irządze w tymże powiecie. Dla gromady ustalono 19 członków gromadzkiej rady narodowej.
1 stycznia 1958 z gromady Bodziejowice wyłączono wieś Biała Błotna z terenami byłego folwarku Biała Błotna, włączając ją do gromady Pradła w powiecie zawierciańskim w woj. katowickim.
Gromadę zniesiono 1 stycznia 1969, a jej obszar włączono do gromady Irządze.